# 前坂
| 京都府道31号標識 |

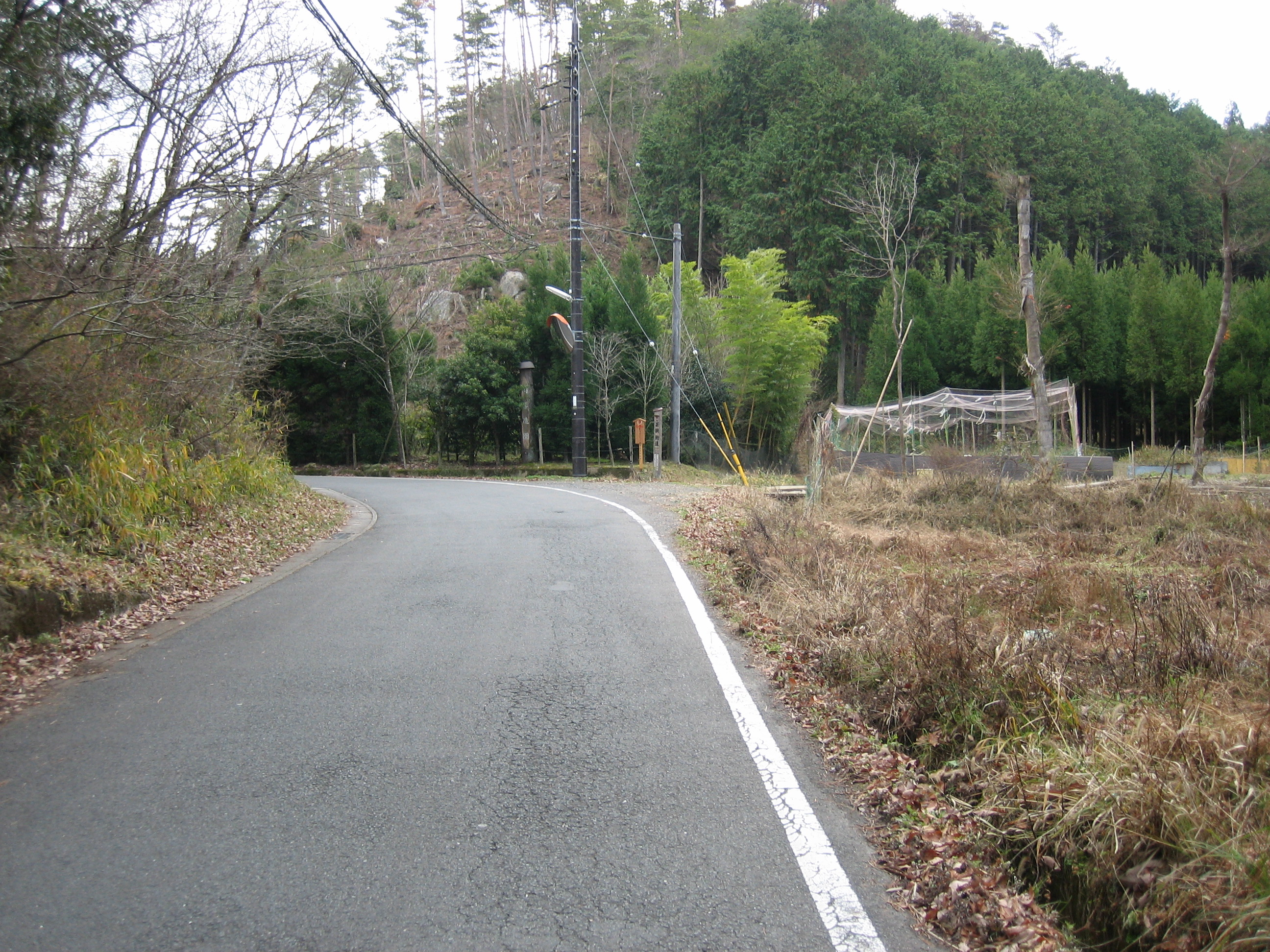
前坂

前坂（まえさか）は、京都市北区にある峠である。

## 概要
京都府道31号西陣杉坂線上に位置する、標高363mの峠である。鷹峯船水（たかがみねふなみず）と西賀茂鑓磨岩（にしがもやりとぎいわ）を隔てている。前坂峠（まえさかとうげ）、京見前坂（きょうみまえさか）とも呼ばれる。

## 名前の由来
同じ街道上に隣接して京見峠があり、上洛する際には最後の難関である京見峠の前の坂ということで、この名がついたという伝承がある。京見峠と繋がりの深い峠である。

## 道路状況
車両での通行が可能な峠である。アスファルトで舗装されてこそいるが、急勾配でなおかつ狭路な区間が連続する峠道である。急カーブが連続する区間もあり、古くからの線形を残している。標高はそこそこ高いが、峠附近に住宅があるので狭路のわりには交通量が多い。サイクリングコースにもなっている。

## 杉阪の舟水

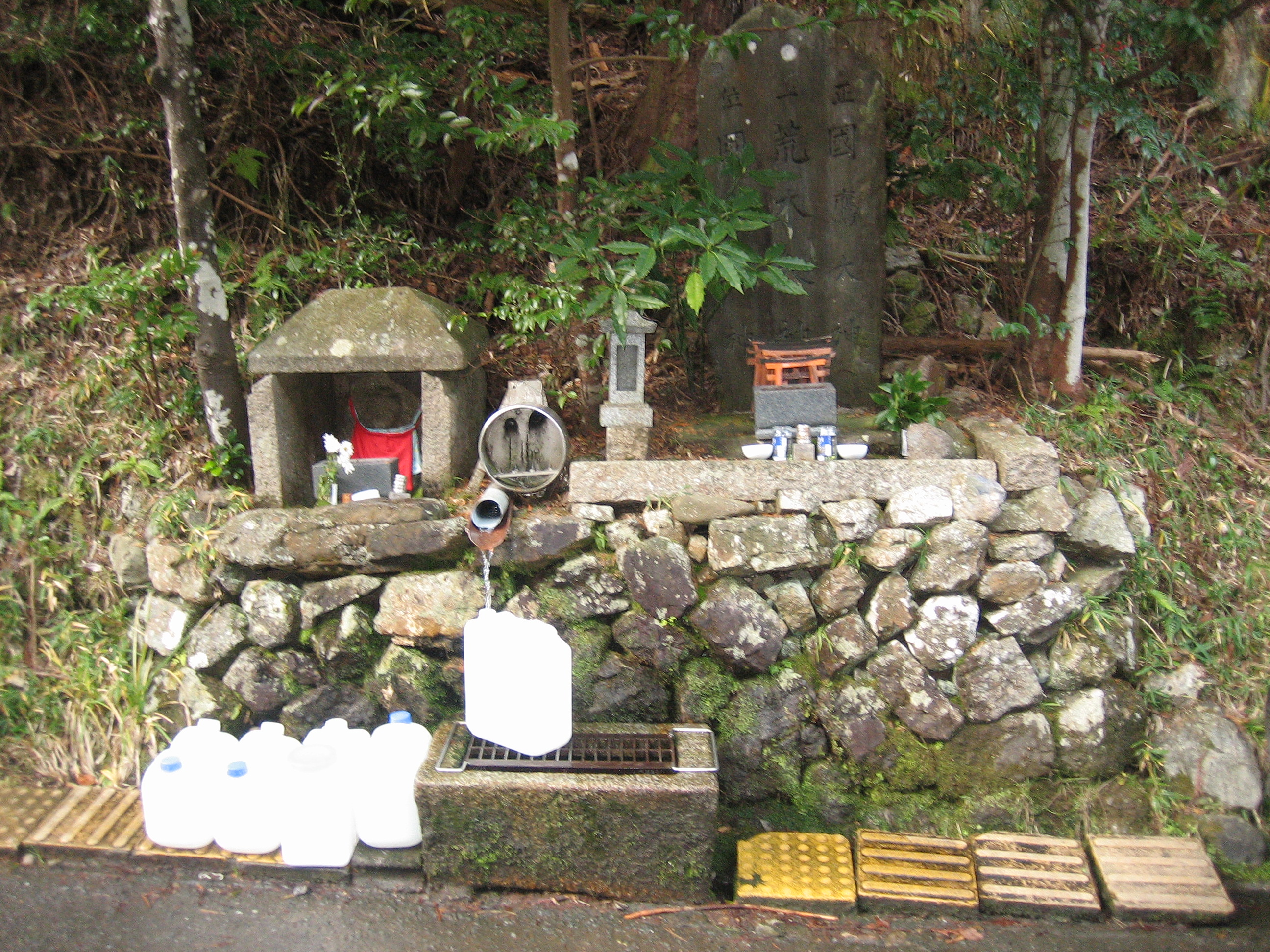
杉阪の舟水

一般的に「京見峠の水」として親しまれている。“杉阪の”と称されるが鷹峯地域内にあり、府道沿い西側に位置する。大日如来石仏が祀られる傍ら、石組みの放水口が設置されており、飲用可能な清水が流れ出ている。

## 隣接する峠
- 京見峠